# Termalización
Se denomina termalización al proceso físico por el que las partículas en un sistema alcanzan el equilibrio térmico mediante la interacción entre ellas. Entre los ejemplos de este proceso se puede mencionar la termalización de neutrones o el estado de equilibrio de un plasma.

## Termalización de neutrones
En la termalización o moderación de neutrones libres, estos reducen su velocidad de manera gradual como consecuencia de los choques con los núcleos de los átomos vecinos. Es un fenómeno típico de los procesos que tienen lugar en los reactores de las centrales nucleares.
Cuando un neutrón libre choca con un átomo le cede parte de su energía mediante la acción de choques elásticos, (la energía total del sistema se mantiene constante) e inelásticos (la energía total del sistema no se conserva). Como consecuencia de los sucesivos choques el neutrón pierde velocidad en forma gradual, hasta alcanzar una magnitud de unos 2200 m/s (metros/segundo). A estos neutrones se les denomina neutrones térmicos.
Si un neutrón colisiona con un núcleo atómico y sus masas son muy parecidas entonces el neutrón pierde una gran cantidad de energía cinética. Mayor será la pérdida de energía cuanto más se asemejen sus masas. Por lo tanto, los choques que aseguran gran pérdida de energía ocurren con los núcleos de los átomos de Hidrógeno.
Los neutrones térmicos se pueden desintegrar, dando lugar a un protón y un electrón, o bien pueden ser absorbidos por los núcleos de los átomos circundantes, dando lugar a reacciones nucleares, como por ejemplo la fisión nuclear.